# Fernando Abril Martorell
Fernando Abril Martorell (València, 31 d'agost de 1936 - Madrid, 16 de febrer de 1998) fou un polític valencià, que fou diverses vegades ministre després de la transició democràtica.

## Biografia
Va néixer el 31 d'agost de 1936 a la ciutat de València. Va estudiar enginyeria agrònoma i ciències polítiques a la Universitat de Madrid, obtenint posteriorment el doctorat en ambdues carreres.
Va morir a la ciutat de Madrid el 16 de febrer de 1998 a conseqüència d'un càncer de pulmó.

## Activitat política
El 1967 inicià la seva activitat política en ser elegit procurador en cortes en les eleccions del novembre d'aquell any com a representant de les diputacions provincials, sent reescollit el novembre de 1971 com a representant de les famílies.
El 1969 va ser nomenat president de la Diputació Provincial de Segòvia, sent governador civil de la província Adolfo Suárez. Posteriorment va esdevenir director general de Producció Agrària (1972-1974). Home de confiança d'Adolfo Suárez, del qual era amic personal, aquest en accedir a la presidència del govern el va nomenar Ministre d'Agricultura l'any 1976, ocupant el càrrec durant un any, esdevenint el 1977 senador al Senat espanyol per designació reial. En la formació del primer govern democràtic per part d'Adolfo Suárez, Abril Martorell fou nomenat Vicepresident Tercer, sent nomenat l'any 1979 Vicepresident Segon i Ministre d'Economia. El gener de 1978 fou nomenat president de la Comissió Mixta encarregada d'iniciar el traspàs de poder de l'Administració Central a la Generalitat de Catalunya.
Va ser un dels fundadors de la Unió de Centre Democràtic (UCD), força per la qual va ser escollit diputat al Congrés per la província de València en les eleccions generals espanyoles de 1979.
Durant la transició fou un dels ideòlegs de la creació de l'anticatalanisme al País Valencià conegut com a blaverisme. Segons sembla tingueren la idea ell, Juan Ferrando Badía i Gustavo Villapalos reunits a Madrid en conciliàbul. A ell se li atribueix també la frase de que “a Madrid no saben que, després de Catalunya, on més perillós és el nacionalisme és a València”. I també la de "el catalanisme a València és un càncer que cal extirpar". I en darrer terme la de "la teoria dels Països Catalans és una teoria de paranoics polítics". També hauria tingut un paper important en la creació i finançament del Grup d'Acció Valencianista en els seus orígens.
Després de no aconseguir renovar el seu escó en les eleccions generals espanyoles de 1982 va deixar la política i es va dedicar al món empresarial. Va ser president de la Unió Naval de Llevant i vicepresident del Banco Central Hispano (1991). Al juny de 1990 va ser nomenat president, a proposta de Felipe González, de la Comissió d'Anàlisi i Avaluació del Sistema Nacional de Salut, creada pel ministeri de Sanitat, que va produir el denominat Informe Abril per a dissenyar la reforma del sistema sanitari espanyol.